# بيل ديفيدسون (رجل أعمال)
بيل ديفيدسون (بالإنجليزية: William Davidson) هو شخصية أعمال ورائد أعمال أمريكي، ولد في 5 ديسمبر 1922 في ديترويت في الولايات المتحدة، وتوفي بنفس المكان في 13 مارس 2009.
ساهم في تأسيس ودعم معهد دافيدسون للتربية العلمية في حرم معهد وايزمان للعلوم في رحوفوت .